# Сара Томази
Сара Томази (на английски: Sara Tommasi) е италианска порнографска актриса, актриса в игрални филми, модел и телевизионна личност, родена на 9 юни 1981 г. в град Нарни, регион Умбрия, Италия.

## Биография
Имала е интимни връзки с футболистите Марио Балотели, Роналдиньо, Кристиан Виери, Филипо Индзаги, Фабио Галанте и Валон Бехрами, както и с известния от Формула 1 бизнесмен Флавио Бриаторе.
Редовно участва в партита, организирани от италианския бизнесмен и политик Силвио Берлускони и дава показания като свидетел по дело срещу Берлускони относно т. нар. „бунга-бунга партита“. По време на процеса става ясно, че Томази е придружавала и правила „компания“ на италианския премиер при дипломатическите му посещения в други държави.
Томази дебютира като порнографска актриса през 2012 г. Скоро обаче тя подава оплакване, че е била изнасилена по време на снимките на порнофилм, като твърди, че са ѝ били дадени наркотици, загубила контрол и така били заснети сцени, в които не би участвала, ако е могла да отговаря за действията си. От състояние ѝ са се възползвали продуцентът и режисьорът на филма, както и двама порноактьори. Образувано е дело, което се води в Салерно.